# DaMarcus Beasley
DaMarcus Lamont Beasley (Fort Wayne, Indiana, 1982. május 24. –) amerikai válogatott labdarúgó, jelenleg a Houston Dynamo játékosa.

## Sikerek
Chicago Fire
- Lamar Hunt US Open Cup (2): 2000, 2003
- MLS Supporters’ Shield (1): 2003

PSV Eindhoven
- Holland bajnok (2): 2004–05, 2005–06
- Holland kupagyőztes (1): 2004–05

Rangers
- Skót bajnok (2): 2008–09, 2009–10
- Skót kupagyőztes (1): 2007–08
- Skót ligakupagyőztes (1): 2009–10

USA
- CONCACAF-aranykupa (4): 2002, 2005, 2007, 2013

## Fordítás
- Ez a szócikk részben vagy egészben  a   DaMarcus Beasley című angol Wikipédia-szócikk fordításán alapul.  Az eredeti cikk szerkesztőit annak laptörténete sorolja fel. Ez a jelzés csupán a megfogalmazás eredetét és a szerzői jogokat jelzi, nem szolgál a cikkben szereplő információk forrásmegjelöléseként.